# Szkacskovce
Szkacskovce (macedónul: Скачковце) település Észak-Macedóniában, a Északkeleti körzetben, Kumanovo községben.

## Népesség
| Lakosok száma | 508  | 512  | 576  | 474  | 328  | 219  | 166  | 160  | 105  |
|               | 1948 | 1953 | 1961 | 1971 | 1981 | 1991 | 1994 | 2002 | 2021 |

- 2002-ben 160 lakosa volt, akik közül 159 macedón és 1 szerb.